# Aquae Calidae
Aquae Calidae (z łac. „ciepłe wody”, bułg. Акве Калиде), znane również jako Therma i Thermopolis w średniowieczu – starożytne miasto w Tracji, znajdujące się na terenie dzisiejszego bułgarskiego portowego miasta Burgas nad Morzem Czarnym, zbudowane wokół łaźni termalnych wykorzystujących gorące źródła, jeden z najważniejszych ośrodków termalnych starożytności, działający od IV w. p.n.e.
Aquae Calidae są wymienione na Tabula Peutingeriana (wydanie Konrada Millera, 1887), ilustrowanym itinerarium (rzymska mapa dróg) przedstawiającym układ sieci drogowej Imperium Rzymskiego.

## Historia
W I w. p.n.e. Trakowie zbudowali Sanktuarium Trzech Nimf w pobliżu gorącego źródła. W 61 r. n.e. na polecenie cesarza Nerona zbudowano łaźnie, potem otoczone murami za czasów Justyniana I.
W średniowieczu Aquae Calidae znane było jako Therma lub Thermopolis (ciepłe miasto). Thermopolis zostało zniszczone w okresie krucjat, w 1206 roku. Gotfryd z Villehardouin tak opisywał to wydarzenie: „Było to bardzo piękne miasto, doskonale położone, z wieloma ciepłymi źródłami do kąpieli – najlepszymi na całym świecie. Zabraliśmy z niego wielkie łupy”.
W XIV wieku sułtan Sulejman Wspaniały odnowił kąpielisko i zlecił budowę tureckich łaźni, z których sam korzystał w celach zdrowotnych.
Łaźnie termalne na terenie Aquae Calidae funkcjonują także współcześnie.

## Archeologia
Pierwsze wykopaliska archeologiczne przeprowadził Bogdan Fiłow w 1910 roku. W basenach znalazł ponad 4000 monet z różnych okresów, biżuterię i inne przedmioty codziennego użytku.
Znalezione monety pochodzą z greckich kolonii, królestwa Odrysów, republiki rzymskiej, cesarstwa rzymskiego, Bizancjum, Imperium Osmańskiego, Rzeczypospolitej Obojga Narodów, aż po współczesną Bułgarię.
Od 2008 roku prowadzone są zakrojone na szeroką skalę wykopaliska i prace rekonstrukcyjne. W tym okresie przebadano obszar 3800 m² i odkryto m.in. starożytne łaźnie termalne, północną bramę oraz części muru miejskiego o grubości dochodzącej do 4,85 m.
W lipcu 2011 roku obszar o powierzchni 36 000 m² został uznany za rezerwat archeologiczny.

## Aquae Calidae współcześnie

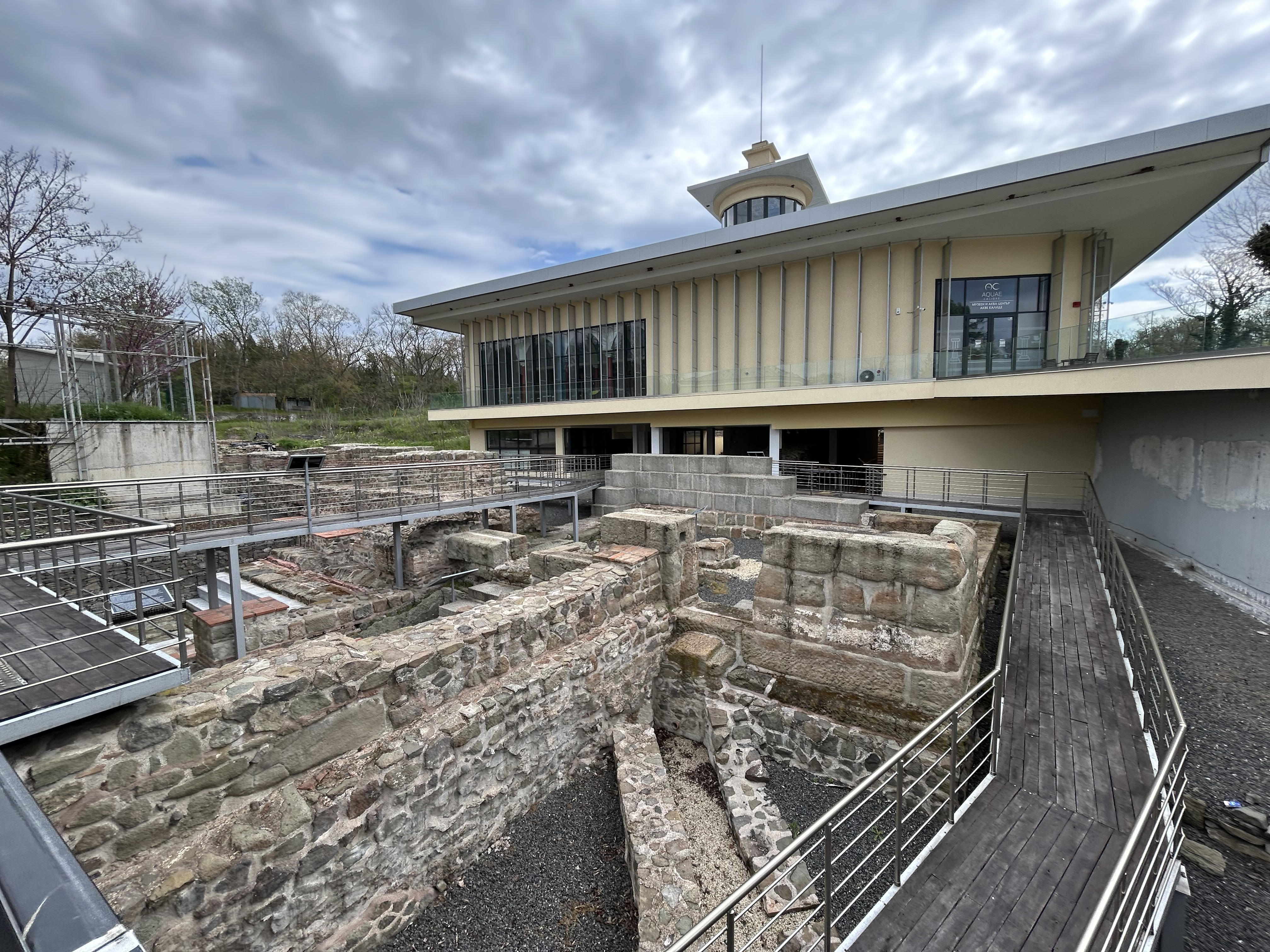
Widok na główny budynek muzeum i współczesny basen, oraz na ścieżki dookoła wykopalisk

W 2015 roku na terenie starożytnych łaźni otwarto kompleks muzealny, w skład którego wchodzą: przestrzeń wystawiennicza, basen, zrekonstruowana łaźnia Sulejmana Wspaniałego z pokazami multimedialnymi, oraz ścieżki dla zwiedzających prowadzące nad wykopaliskami.